# 島田孝之

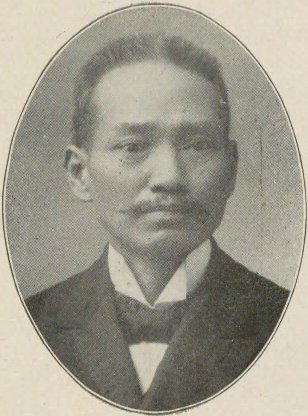
島田孝之

島田 孝之（しまだ たかゆき、嘉永3年5月3日（1850年6月12日） - 明治40年（1907年）1月15日）は、日本の衆議院議員（立憲改進党）、実業家。字は維則、号は克堂・湘洲・鴎東など。

## 経歴
越中国礪波郡島新村（現在の富山県高岡市）出身。明治8年（1875年）に新川県教務監督となるが、翌年に新川県が石川県に吸収されて廃県になると、県令山田秀典の新たな赴任先の青森県に随行し、野辺地警察署長に就任した。明治14年（1881年）に辞任して郷里に帰り、自由民権運動に参加し、北辰社を結成した。翌年、北辰社は他の結社と合同して越中改進党となり、幹事の島田は石川県会議員に選出された。明治16年（1883年）に富山県が置かれると、富山県会議員となり、3期務めた。明治19年（1886年）には議長に就任し、改進党の機関紙『北辰雑誌』を発行している。
1890年の第1回衆議院議員総選挙に出馬し、当選。以後、4期務めた。1892年の第2回衆議院議員総選挙では、激しい選挙干渉のなか、島田は暴漢に襲われ負傷した。投票の結果、武部其文に41票差で敗れたが、支持者から無効票の多さに疑問が出され、選挙人（有権者）による訴訟で富山地方裁判所は無効票のうち69票を島田票と認め、その後の当選訴訟もそれを認め、島田が正当な当選者と認められた。議員として他に中越鉄道社長、農工銀行頭取、富山日報社長を歴任した。

## 著書
- 薄游小稿
- 湘洲詩鈔